# ERouška
eRouška byla mobilní aplikace s otevřeným zdrojovým kódem pro Android a iOS, která byla součástí systému Chytrá karanténa s cílem omezit šíření nemoci covid-19.

## Historie

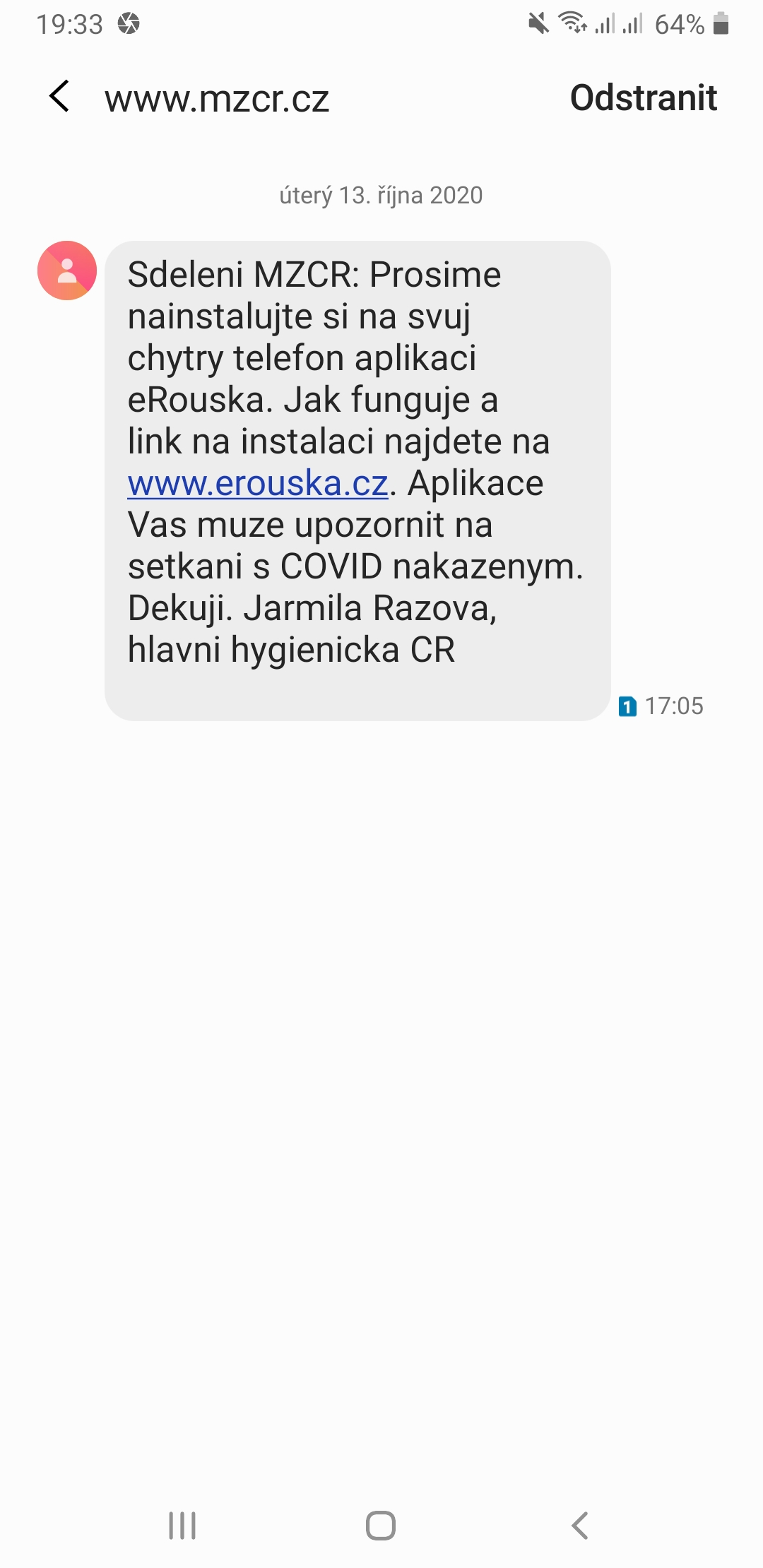
Výzva k instalaci aplikace eRouška.

První verze eRoušky pro operační systém Android byla vydána 11. dubna 2020. 4. května 2020 byla vydána i verze pro zařízení s operačním systémem iOS. V polovině června 2020 mělo eRoušku nainstalováno 217 tisíc lidí.
18. září 2020 byla vydána nová verze eRoušky, označovaná jako eRouška 2.0. Ta využívá technologie Oznámení o možném kontaktu (Exposure Notification) zajišťující spolehlivější fungování, která byla vyvinuta společnostmi Google a Apple.
Od 8. října 2020 chodí ověřovací kódy automaticky po zjištění pozitivity testu. Do té doby měla poslání SMS s ověřovacím kódem na starost hygienická stanice.
13. října 2020 začali mobilní operátoři rozesílat SMS zprávy s výzvou k instalaci eRoušky. V polovině října 2020 byla eRouška nainstalována na více než milionu zařízení a začátkem listopadu 2020 na 2,37 milionu zařízení.
23. 12. 2020 eRoušku používá 1,471 milionu uživatelů.
Od 13. do 14. 1. 2020 eRouška neaktualizovala získaná data. Důvodem údajně byl výpadek či chyba na straně Google Exposure Notification API, které eRouška využívá pro vyhodnocování rizikových kontaktů.
20. 1. 2021 firma NAKIT změnila algoritmus, nově by měl vést k vyššímu počtu upozornění na rizikové kontakty. Algoritmus se upravoval také v říjnu 2020.
31. 10. 2021 Ministerstvo zdravotnictví rozhodlo o vypnutí aplikace. V té době mělo aplikaci aktivní půl milionu uživatelů.
Ke konci října 2021 byl provoz aplikace pozastaven. Nainstalovaná aplikace tedy po tomto datu nebude v telefonu aktivní. Za důvod ukončení provozu je považováno, že velká část uživatelů eRoušky je k tomuto datu pravděpodobně již proočkovaná a trasování by tedy nemuselo být efektivní. Dalším z důvodů je pokles zájmu veřejnosti. Informaci o nákaze do aplikace vkládaly pouze nižší desítky uživatelů.

## Způsob fungování
eRouška prostřednictvím bezdrátové technologie Bluetooth v pravidelných intervalech vysílá náhodný číselný identifikátor, který se kažých 10–20 minut mění. Zároveň si aplikace ukládá tyto identifikátory jiných mobilních zařízení, které taktéž aplikaci používají a jsou v dosahu signálu Bluetooth, a datum, délku trvání a intenzitu signálu. Žádné další informace si aplikace neukládá. Minimálně jednou denně pak aplikace naváže komunikaci se serverem, od kterého získá seznam identifikátorů z aplikací lidí, kteří se označili jako nakažení. Takto získaný seznam identifikátorů aplikace vyhodnotí. Při shodě s některým uloženým identifikátorem dále aplikace na základě metadat, jako je délka setkání nebo intenzita signálu, vyhodnotí rizikovost a případně uživatele notifikací informuje o rizikovém setkání a doporučí další postup. Jako riziková jsou vyhodnocena taková setkání s nakaženým, která trvala alespoň 15 minut a byla na vzdálenost maximálně dva metry.
Uživatel může dát přes aplikaci vědět, že je nakažený, pouze pokud mu vyjde pozitivní test. V takovém případě dostane od hygienické stanice SMS zprávou speciální kód, který má platnost čtyři hodiny, a jeho zadáním do aplikace dojde k odeslání identifikátorů, které si během posledních čtrnácti dní aplikace uložila. Je však na uživateli, zda tento kód do aplikace vloží, či nikoliv.
Pro správné fungování aplikace je tedy nutné mít zapnuté Bluetooth. V případě operačního systému Android je navíc potřeba mít zapnuté i služby určování polohy, a to z toho důvodu, že bez nich Bluetooth nevyhledává okolní zařízení. Samotná aplikace eRouška k těmto polohovým službám ale přístup nemá, protože nedisponuje patřičnými systémovými povoleními. Operační systém iOS pro správné fungování eRoušky zapnuté polohové služby nepotřebuje.
Po ukončení provozu je nainstalovaná aplikace v telefonu neaktivní. V případě, že by došlo k opětovné aktivaci bude uživatel upozorněn notifikací. Data starší 14 dnů budou automaticky smazána. Lze je však smazat i manuálně.

## Bezpečnost
Aplikace je přístupná zdarma ke stažení v obchodech Google Play a Apple Store, z čehož vyplývá, že splňuje bezpečností požadavky těchto společností. Podle Ministerstva zdravotnictví České republiky a Národní agentury pro komunikační a informační technologie aplikace zpracovává data v souladu s požadavky GDPR.
Posudek Fakulty informačních technologií ČVUT obsahuje následující závěry:
1. Aplikace neodesílá data o setkáních uživatele mimo zařízení. Ve chvíli kdy je uživatel prohlášen za nakaženého, odesílá se, na základě pokynu uživatele zadáním kódu, anonymní identifikátory aplikace na server.
2. Aplikace nesbírá údaje o GPS poloze telefonu.
3. Informace o setkáních nejsou k dispozici uživateli ani není možné je zobrazit lokálním vývojářům aplikace.

Podle Spolku pro ochranu osobních údajů byla dodržena zásada minimalizace zpracovávaných dat a minimalizován čas jejich zpracovávání.